# Majorov
Majorov je priimek več oseb:
- Aleksander Aleksandrovič Majorov, švedski drsalec ruskega rodu
- Boris Majorov, ruski hokejist
- Fjodor Sergejevič Majorov, sovjetski general
- Jevgenij Majorov, ruski hokejist